# Gloria Ana Chevesich
Gloria Ana Chevesich Ruiz (4 de noviembre de 1958) es una abogada y juez chilena. Es ministra de la Corte Suprema de Chile, y con anterioridad se desempeñó como presidenta y ministra de la Corte de Apelaciones de Santiago.

## Carrera profesional
Estudió en la Facultad de Derecho de la Universidad de Chile. Ingresó al Poder Judicial en junio de 1986, cuando asumió como relatora de la Corte de Apelaciones de Santiago, cargo que ejerció hasta 1994. En marzo de 1995 fue nombrada relatora del pleno de la Corte Suprema. En ese rol participó en el proceso de desafuero del general Augusto Pinochet, en el cual fue la encargada de redactar la sentencia.
En octubre de 2002 fue nombrada ministra de la Corte de Apelaciones de Santiago. En el tribunal de alzada, se hizo conocida por asumir, por encargo de la Corte Suprema, la investigación del caso de corrupción conocido como «MOP-GATE». Asumió como presidenta de la Corte de Santiago para el año judicial 2013, sucediendo al ministro Iván Villarroel.
A fines de mayo de 2013, el presidente Sebastián Piñera la nominó para integrar la Corte Suprema, decisión que fue ratificada por el Senado de Chile el 3 de julio. El 2 de agosto de 2013 juró como nueva ministra de la Corte Suprema, convirtiéndose en la cuarta mujer en ingresar al máximo tribunal, dejando la presidencia de la Corte de Apelaciones de Santiago en manos del ministro Juan Escobar Zepeda.

## Vida personal
Mientras estudiaba en la universidad, conoció a Andrés de la Maza Camus, con quien entabló una relación durante dos años, hasta contraer matrimonio en 1979. La pareja tuvo dos hijas, Josefina y Francisca. Chevesich enviudó en julio de 2004.